# Margarete Kriz-Zwittkovits

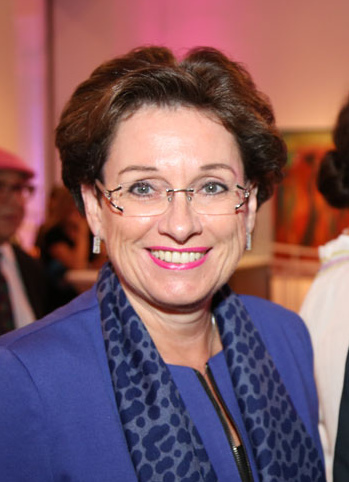
Margarete Kriz-Zwittkovits (2014)

Margarete Kriz-Zwittkovits (* 16. Februar 1959 in Eisenstadt) ist eine österreichische Politikerin der Österreichischen Volkspartei (ÖVP). Vom 25. Jänner 2021 bis zum 10. Juni 2025 war sie Abgeordnete zum Wiener Landtag und Mitglied des Wiener Gemeinderates.

## Leben

### Ausbildung und Beruf
Margarete Kriz-Zwittkovits besuchte ein wirtschaftskundliches Realgymnasium in Wr. Neustadt, wo sie 1977 maturierte. Anschließend studierte sie bis 1983 Medizin an der Universität Wien. Sie legte die gewerberechtliche Befähigungsprüfung für das Schönheitsgewerbe ab und besuchte Fortbildungen im Management-, Investment und Controllingbereich.
1986 gründete sie ein eigenes Unternehmen und wurde selbstständig in den Geschäftszweigen kosmetische Dienstleistungen, Parfümeriegroßhandel sowie Entwicklung und Vermietung von gewerblichen und privaten Immobilien tätig. Von 2008 bis 2014 war sie Präsidentin des Österreichischen Gewerbevereines, dessen Ehrenpräsidentin sie anschließend wurde. 2018 zog sie in den Aufsichtsrat der ASFINAG Bau Management GmbH ein. Kriz-Zwittkovits wurde der Berufstitel Kommerzialrat verliehen.

### Politik
2015 wurde sie Delegierte zum Wirtschaftsparlament der Wirtschaftskammer Wien und 2020 deren Vizepräsidentin und Landesvorsitzende von Frau in der Wirtschaft. Seit 2016 fungiert sie als Landesparteiobmann-Stellvertreterin der ÖVP Wien, seit 2017 auch als Landesgruppenobmann-Stellvertreterin des Wirtschaftsbundes Wien. 2019 wurde sie stellvertretende Bezirksleiterin der ÖVP Frauen im Wiener Gemeindebezirk Döbling.
Am 25. Jänner 2021 wurde sie in der 21. Wahlperiode als Abgeordnete zum Wiener Landtag und Mitglied des Wiener Gemeinderates angelobt, wo sie Mitglied im Gemeinderatsausschuss Finanzen, Wirtschaft, Arbeit, Internationales und Wiener Stadtwerke sowie im Immunitätskollegium wurde. Sie folgte für den Wahlkreis Döbling Christoph Biegelmayer nach, der sein Mandat aus beruflichen Gründen zurücklegte und übernahm die Sprecherfunktion der Volkspartei Wien für Kleine und mittlere Unternehmen (KMU) und Lehrlinge. Nach der Landtags- und Gemeinderatswahl in Wien 2025 schied sie am 10. Juni 2025 aus dem Landtag aus.

## Publikationen (Auswahl)
- 2013: „M“ für Mittelstand: hier kommt die Lobby der Mitte, gemeinsam mit Wolfgang Lusak, Holzhausen, Wien 2013, ISBN 978-3-902868-90-9